# Semiothisa fumosa
Semiothisa fumosa là một loài bướm đêm trong họ Geometridae.